# Corton Denham
Corton Denham – wieś w Anglii, w hrabstwie Somerset, w dystrykcie (unitary authority) Somerset. Leży 51 km na południe od miasta Bristol i 177 km na zachód od Londynu. W 2002 miejscowość liczyła 210 mieszkańców.